# Сорокуш
Сороку́ш (Thamnophilus) — рід горобцеподібних птахів родини сорокушових (Thamnophilidae). Представники цього роду мешкають в Неотропіках.

## Опис
Це численний і поширений рід птахів. Сорокуші — птахи середнього розміру, більшість видів мають довжину 14-17,5 см і вагу 21–30 г. Вони мають великі дзьоби, що закінчуються гачками. Загалом, сорокушів можно разділити на дві великі групи. Представники першої групи мають пістряве або смугасте забарвлення і мешкають в чагарникових заростях та на лісових галявинах. Представники другої групи мають сірувате забарвлення (самиці руді або коричневі) та мешкають в лісі. Загалом сорокуші віддають перевагу густій рослинності в якій легко сховатися. Вони комахоїдні і шукають здобич серед листя.

## Види
Виділяють тридцять видів:
- Сорокуш-малюк білошиїй, Thamnophilus bernardi
- Сорокуш-малюк чорноволий, Thamnophilus melanonotus
- Сорокуш-малюк білоплечий, Thamnophilus melanothorax
- Сорокуш смугастий, Thamnophilus doliatus
- Сорокуш світлочеревий, Thamnophilus zarumae
- Сорокуш смугасточеревий, Thamnophilus multistriatus
- Сорокуш рудоспинний, Thamnophilus palliatus
- Сорокуш андійський, Thamnophilus tenuepunctatus
- Сорокуш коста-риканський, Thamnophilus bridgesi
- Сорокуш чорний, Thamnophilus nigriceps
- Сорокуш еквадорський, Thamnophilus praecox
- Сорокуш сірочеревий, Thamnophilus nigrocinereus
- Сорокуш білоспинний, Thamnophilus cryptoleucus
- Сорокуш білоплечий, Thamnophilus aethiops
- Сорокуш жовтоокий, Thamnophilus unicolor
- Сорокуш нагірний, Thamnophilus aroyae
- Сорокуш чорноголовий, Thamnophilus schistaceus
- Сорокуш сріблястий, Thamnophilus murinus
- Сорокуш низинний, Thamnophilus atrinucha
- Сорокуш плямистий, Thamnophilus punctatus
- Сорокуш світлогорлий, Thamnophilus stictocephalus
- Сорокуш болівійський, Thamnophilus sticturus
- Сорокуш східний, Thamnophilus pelzelni
- Сорокуш прибережний, Thamnophilus ambiguus
- Сорокуш перуанський, Thamnophilus divisorius
- Сорокуш венесуельський, Thamnophilus insignis
- Сорокуш амазонійський, Thamnophilus amazonicus
- Сорокуш сірий, Thamnophilus caerulescens
- Сорокуш бразильський, Thamnophilus torquatus
- Сорокуш рудоголовий, Thamnophilus ruficapillus

## Етимологія
Наукова назва роду Thamnophilus походить від сполучення слів дав.-гр. θαμνος — кущ і дав.-гр. φιλος — любитель.